# Скалата: Ранни години
„Скалата: Ранни години“ (на английски: Young Rock) е щатски ситком за кечиста и актьора Дуейн Джонсън или псевдонима му „Скалата“. Сериалът е създаден от Наначка Кан и Джеф Чианг и е премиерно излъчен по NBC на 16 февруари 2021 г. Сериалът получи генерално позитивни отзиви от критиците. През април 2021 г. сериалът е подновен за втори сезон.

## В България
В България сериалът е излъчен на 2 януари 2022 г., всяка неделя от 20:00 ч. по два епизода. Дублажът е войсоувър в студио Про Филмс.